# Fonteno
Fonteno là một đô thị ở tỉnh Bergamo trong vùng Lombardia của nước Ý, có vị trí cách khoảng 70 km về phía đông bắc của Milano và khoảng 30 km về phía đông bắc của Bergamo. Tại thời điểm ngày 31 tháng 12 năm 2004, đô thị này có dân số 680 người và diện tích là 11,1 km².
Đô thị Fonteno có các frazione (đơn vị cấp dưới) Xino.
Fonteno giáp các đô thị: Adrara San Rocco, Endine Gaiano, Monasterolo del Castello, Parzanica, Riva di Solto, Solto Collina, Vigolo.